# 多利亚-图尔西宫
44°24′41.03″N 8°55′58.03″E / 44.4113972°N 8.9327861°E

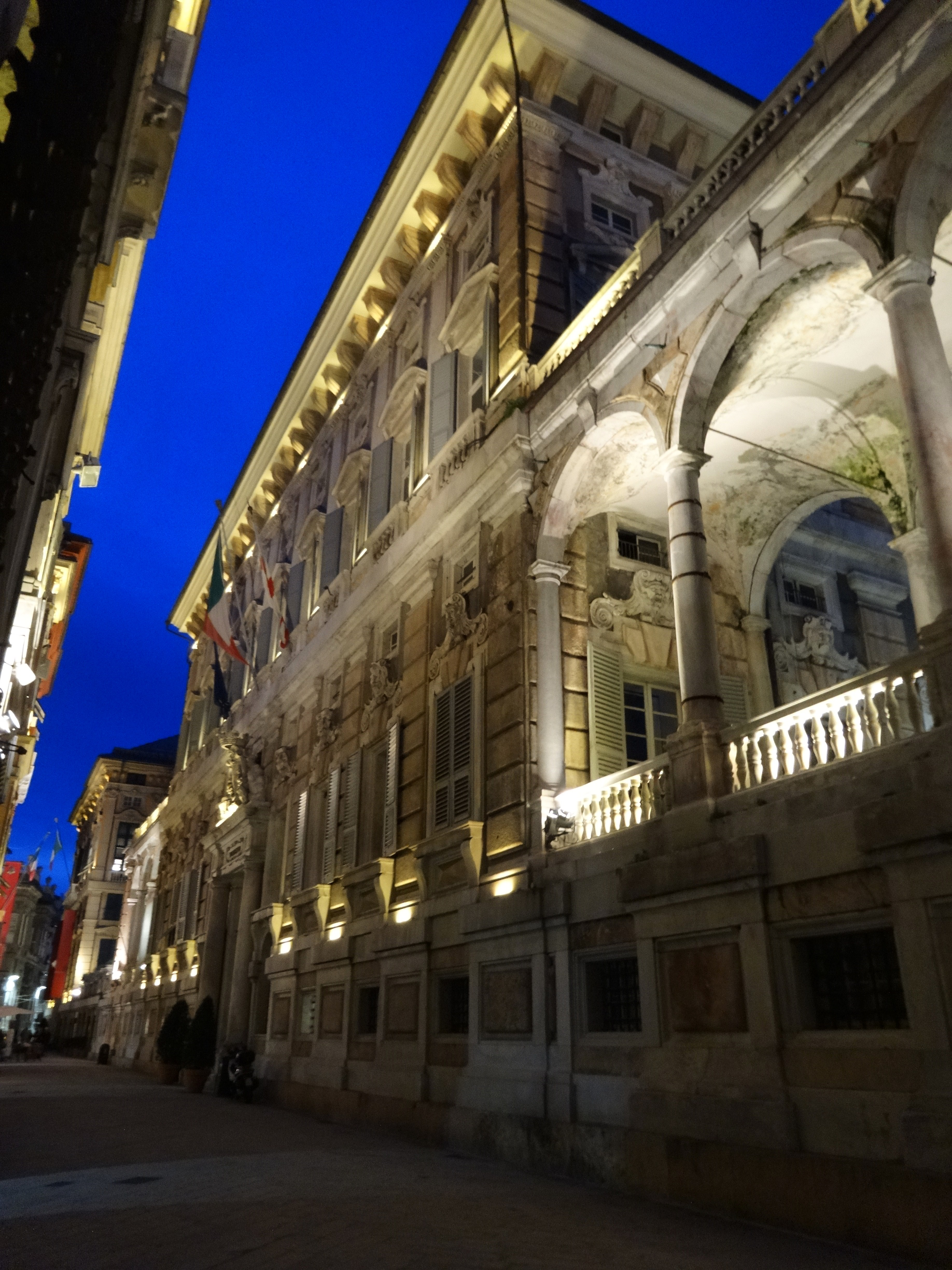

多利亚-图尔西宫（Palazzo Doria-Tursi）是一座历史建筑，位于意大利热那亚加里波第街9号，2006年作为罗利宫殿体系的42座宫殿之一，被列为世界文化遗产。现在是市立博物馆的一部分。
这座美丽的宫殿由多梅尼科·蓬扎罗和乔瓦尼·蓬扎罗建于1565年，业主是贵族尼科洛·格里马尔迪。1597年，乔瓦尼·安德烈·多利亚收购了这座建筑，送给他的小儿子图尔西公爵卡洛。1848年产权归属热那亚市政府。
立面的特征在于交替使用不同颜色的材料：粉色的石头（来自菲纳莱利古雷），灰黑色的板岩，和白色的卡拉拉大理石。

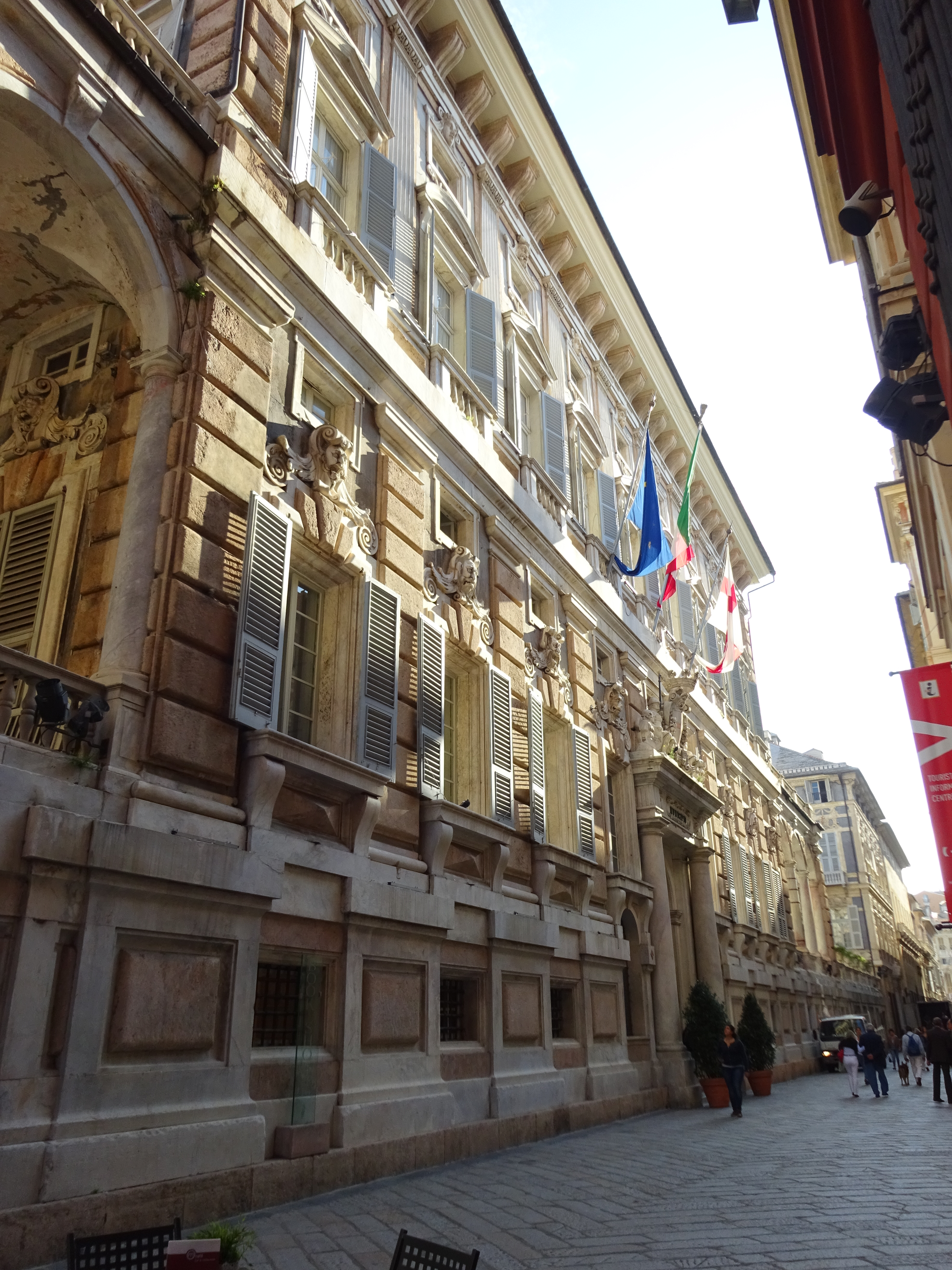
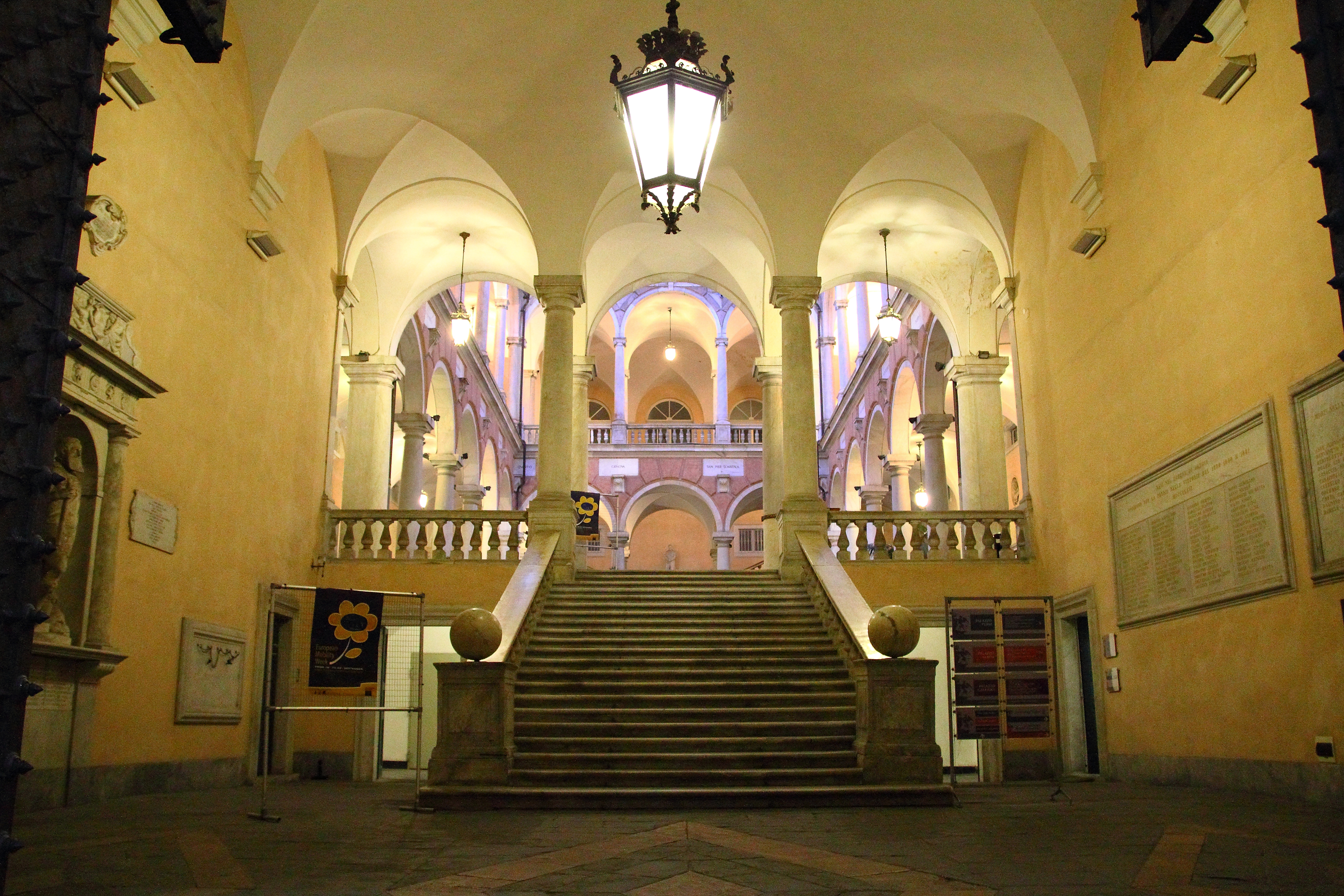
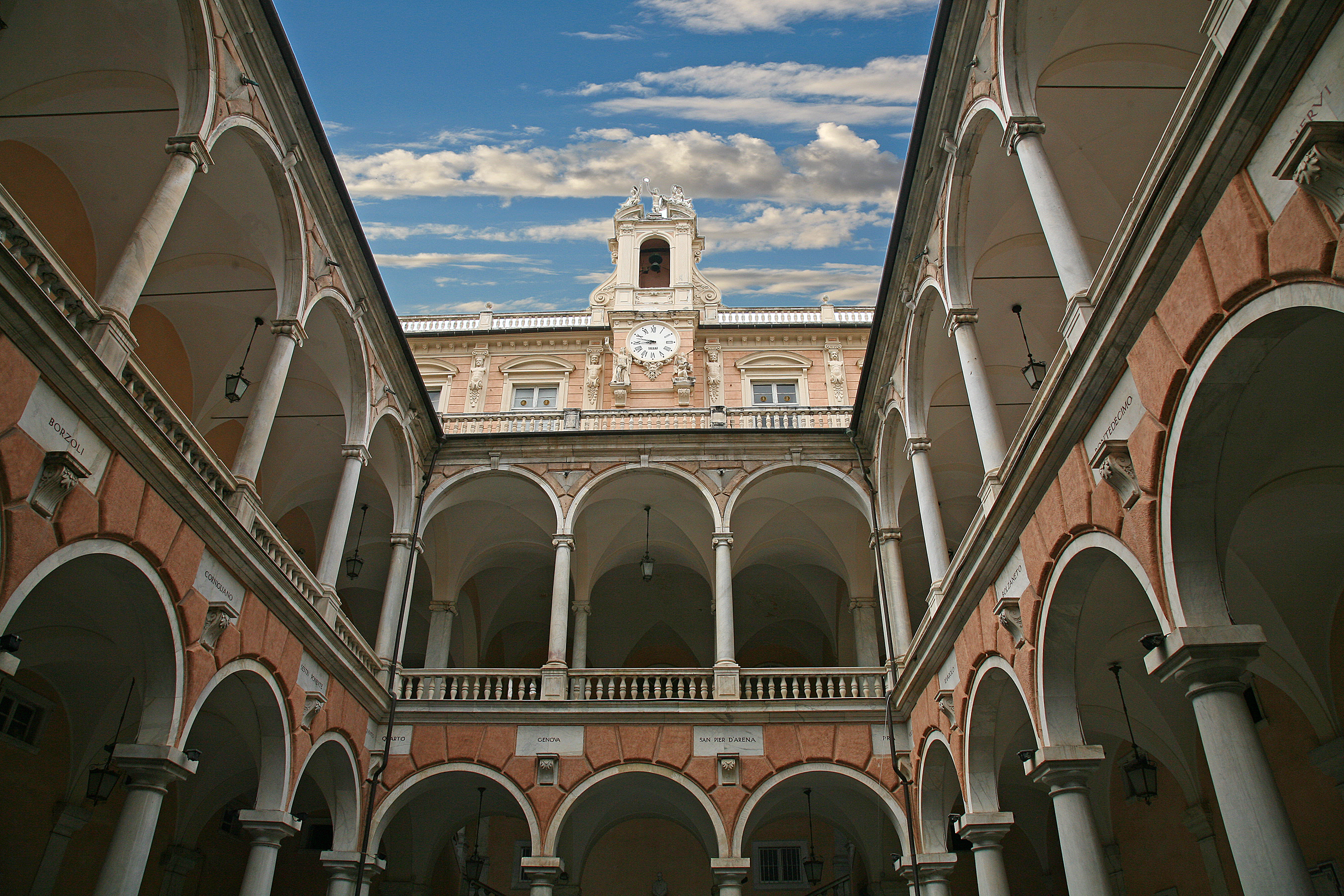
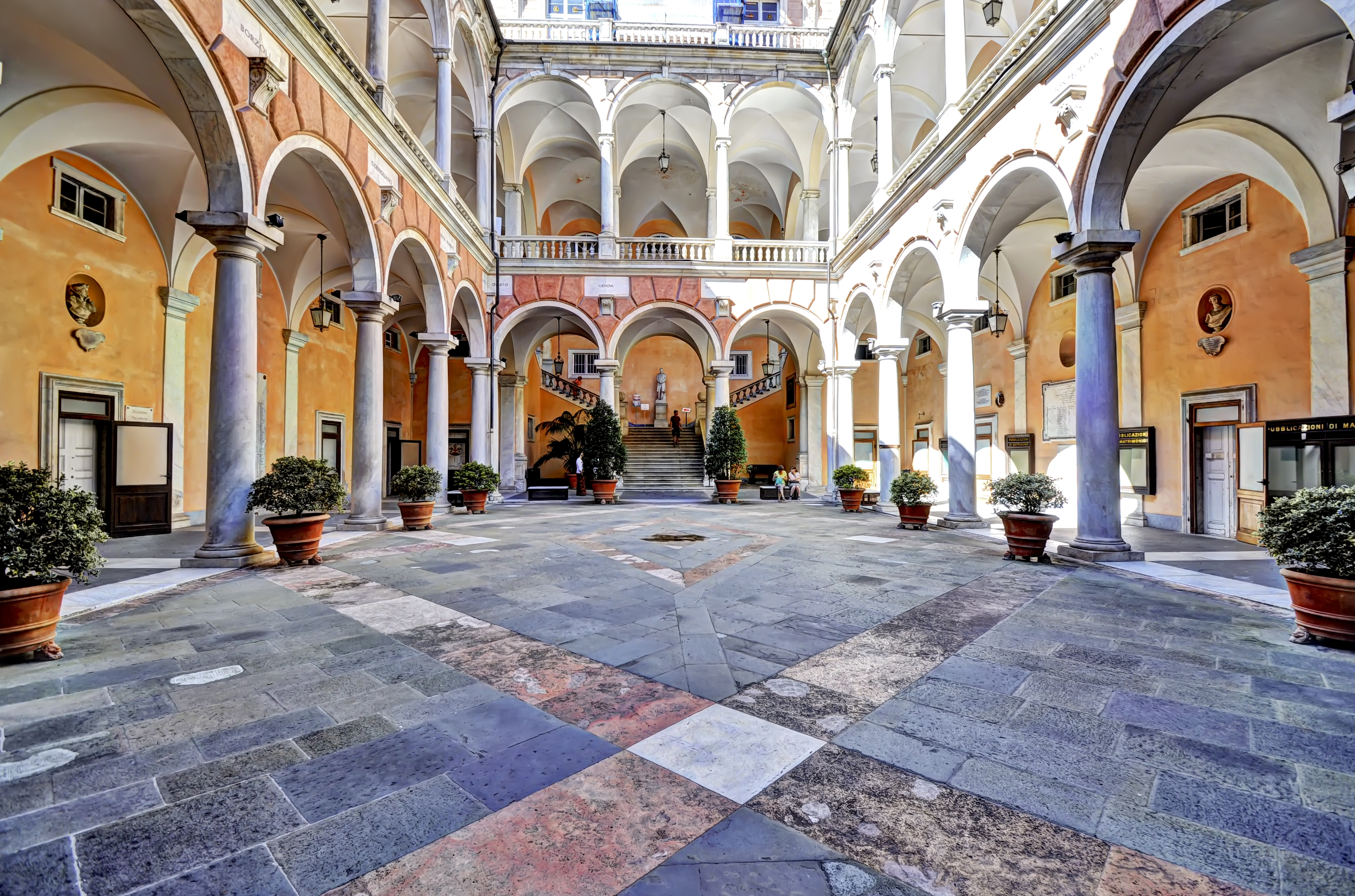
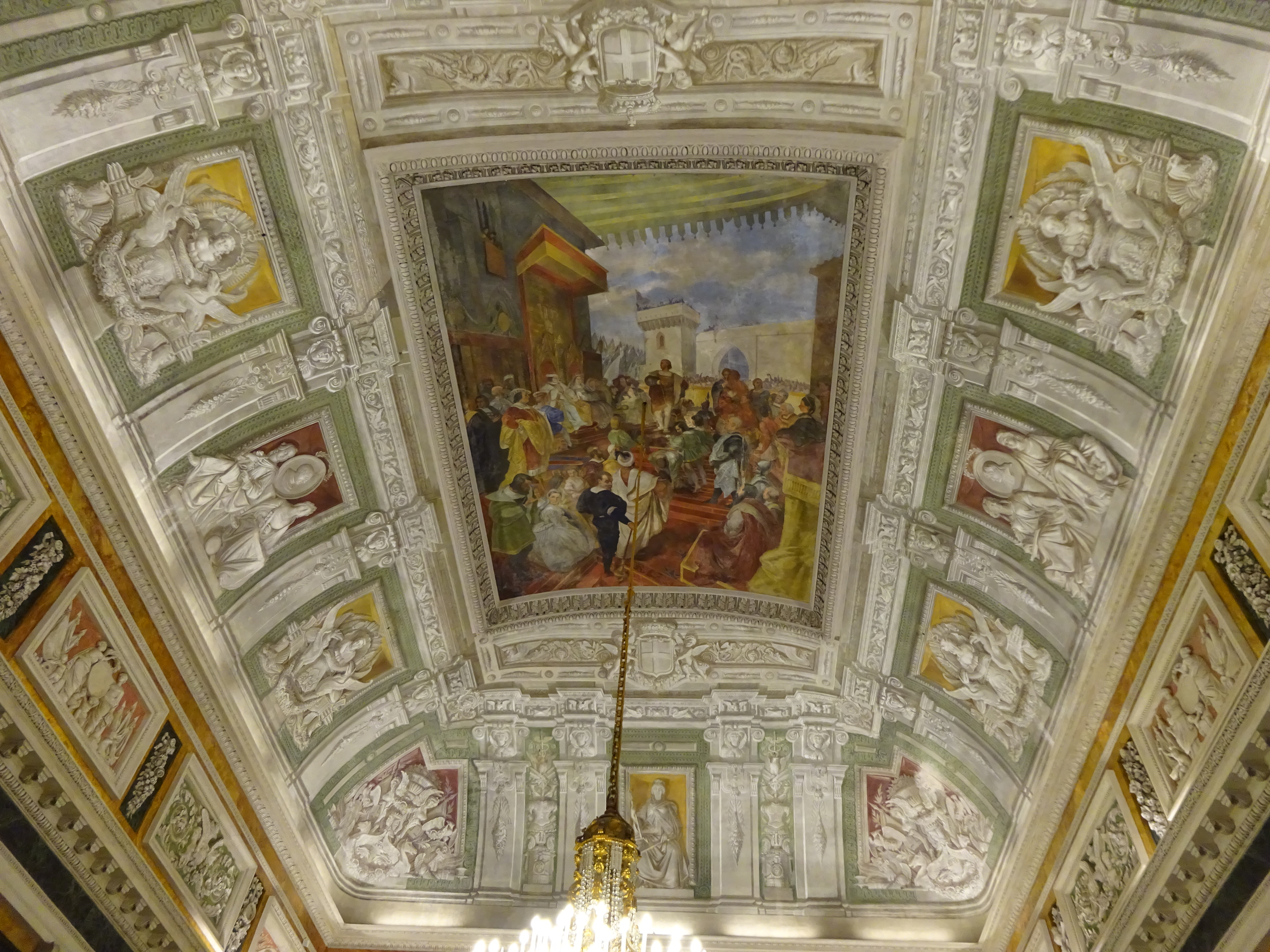